# Пливање на Летњим олимпијским играма 2016 — 200 метара мешовито за жене
Пливачке трке у дисциплини 200 метара мешовито за жене на Летњим олимпијским играма 2016. одржане су 8. и 9. августа у Олимпијском базену у Рио де Жанеиру.
Учестовало је укупно 40 такмичарки из 27 земаља, а само такмичење је било подељено у три етапе. Квалификације су одржане у подневном делу програма 8. августа, док су у вечерњем делу програма истог дана пливане полуфиналне трке. Финале је одржано дан касније у вечерњем термину.
Златну медаљу освојила је репрезентативка Мађарске Катинка Хосу која је финалну трку испливала у времену новог олимпијског рекорда са резултатом од 2:06.58 минута. Била је то друга златна медаља за Хосу, пошто је три дана раније освојила прво злато на 400 мешовито. Сребро је освојила Британка Шивон-Мари О'Конор која је испливала резултат од 2:06.88 (нови национални рекорд Британије), док је бронзу освојила Маја Дирадо из Сједињених Држава (резултат 2:08.79).
Репрезентативка Србије Ања Цревар наступила је у квалификацијама где је испливала време од 2:15.33 што је било довољно за 27. место.

## Освајачи медаља
|                    | Резултат |                          | Резултат |                   | Резултат |
|                    |          |                          |          |                   |          |
| Катинка Хосу (HUN) | 2:06.58  | Шивон-Мари О'Конор (GBR) | 2:06.88  | Маја Дирадо (USA) | 2:08.79  |

## Рекорди
Уочи почетка трка у овој дисциплини важили су следећи светски и олимпијски рекорди:
| Светски рекорд    | Катинка Хосу | 2:06.12 | Казањ, Русијао               | 3. август 2015. |  |
| Олимпијски рекорд | Је Шивен     | 2:07.57 | Лондон, Уједињено Краљевство | 31. јул 2012.   |  |

Током такмичења постигнути су следећи рекорди:
| Датум     | Етапа        | Пливач       | НОК      | Резултат | Рекорд |
| --------- | ------------ | ------------ | -------- | -------- | ------ |
| 8. август | квал. трка 5 | Катинка Хосу | Мађарска | 2:07.45  | ОР     |
| 9. август | финале       | Катинка Хосу | Мађарска | 2:06.58  | ОР     |

## Квалификације
Квалификације су пливане 8. августа у подневном делу програма, а 40 такмичарки је пливало у 5 квалификационих група. Пласман у полуфинале остварило је 16 пливачица са најбољим временима квалификација.
| Плас. | Група | Стаза | Пливачица               | Држава                    | Време   | Нап.   |
| ----- | ----- | ----- | ----------------------- | ------------------------- | ------- | ------ |
| 1.    | 5     | 4     | Катинка Хосу            | Мађарска                  | 2:07.45 | КВ, ОР |
| 2.    | 4     | 4     | Шивон-Мари О'Конор      | Уједињено Краљевство      | 2:08.44 | КВ     |
| 3.    | 4     | 3     | Мелани Маргалис         | Сједињене Америчке Државе | 2:09.62 | КВ     |
| 4.    | 3     | 4     | Маја Дирадо             | Сједињене Америчке Државе | 2:10.24 | КВ     |
| 5.    | 4     | 5     | Михо Терамура           | Јапан                     | 2:10.34 | КВ     |
| 6.    | 3     | 5     | Алиша Кутс              | Аустралија                | 2:10.52 | КВ     |
| 7.    | 3     | 6     | Је Шивен                | Кина                      | 2:10.56 | КВ     |
| 8.    | 5     | 3     | Сидни Пикрем            | Канада                    | 2:11.06 | КВ     |
| 9.    | 5     | 6     | Жужана Јакабош          | Мађарска                  | 2:11.69 | КВ     |
| 10.   | 2     | 2     | Ким Сеојеонг            | Јужна Кореја              | 2:11.75 | КВ     |
| 11.   | 5     | 7     | Руна Имај               | Јапан                     | 2:11.78 | КВ     |
| 12.   | 3     | 3     | Хана Мајли              | Уједињено Краљевство      | 2:11.84 | КВ     |
| 13.   | 5     | 2     | Александра Венк         | Немачка                   | 2:12.46 | КВ     |
| 14.   | 4     | 1     | Ерика Селтенрајх Хоџсон | Канада                    | 2:12.56 | КВ     |
| 15.   | 4     | 2     | Миреја Белмонте Гарсија | Шпанија                   | 2:12.58 | КВ     |
| 16.   | 5     | 5     | Викторија Андрејева     | Русија                    | 2:13.01 | КВ     |
| 17.   | 4     | 6     | Котуку Нгавати          | Аустралија                | 2:13.05 |        |
| 18.   | 5     | 1     | Жоана Марањао           | Бразил                    | 2:13.06 |        |
| 19.   | 2     | 4     | Марија Уголкова         | Швајцарска                | 2:13.77 |        |
| 20.   | 2     | 8     | Стина Гардел            | Шведска                   | 2:14.41 |        |
| 21.   | 3     | 2     | Барбора Завадова        | Чешка                     | 2:14.45 |        |
| 22.   | 2     | 3     | Лујза Тромбети          | Италија                   | 2:14:66 |        |
| 23.   | 4     | 7     | Џоу Мин                 | Кина                      | 2:14.81 |        |
| 24.   | 2     | 7     | Африка Заморано         | Шпанија                   | 2:14.87 |        |
| 25.   | 1     | 2     | Танја Килиеинен         | Финска                    | 2:14.97 |        |
| 26.   | 4     | 8     | Лиза Цајзер             | Аустрија                  | 2:15.23 |        |
| 27.   | 1     | 8     | Ања Цревар              | Србија                    | 2:15.33 |        |
| 28.   | 5     | 8     | Сара Франчески          | Италија                   | 2:15.61 |        |
| 29.   | 2     | 5     | Луис Хансон             | Шведска                   | 2:15.66 |        |
| 30.   | 1     | 5     | Фантин Лесафр           | Француска                 | 2:15.71 |        |
| 30.   | 3     | 8     | Лена Кројндл            | Аустрија                  | 2:15.71 |        |
| 32.   | 1     | 4     | Нам Јосун               | Јужна Кореја              | 2:16.11 |        |
| 33.   | 3     | 7     | Nguyễn Thị Ánh Viên     | Вијетнам                  | 2:16.20 |        |
| 34.   | 1     | 3     | Марит Стенберген        | Холандија                 | 2:16.59 |        |
| 35.   | 1     | 1     | Викторија Каминскаја    | Португалија               | 2:16.78 |        |
| 36.   | 1     | 6     | Симона Баумртова        | Чешка                     | 2:17.21 |        |
| 37.   | 2     | 1     | Вирхинија Бардач        | Аргентина                 | 2:17.94 |        |
| 38.   | 3     | 1     | Ранохон Аманова         | Узбекистан                | 2:18.97 |        |
| 39.   | 1     | 7     | Катажина Барановска     | Пољска                    | 2:19.03 |        |
| 40    | 2     | 6     | Шивон Хаугхев           | Хонгконг                  |         | НН     |

## Полуфинале
Полуфиналне трке пливане у
су у вечерњем делу програма 8. августа, а пласман у финале по резултату остварило је 8 најбољих пливачица.
Прво полуфинале
| Плас. | Група | Стаза | Пливачица               | Држава                    | Време   | Нап.   |
| ----- | ----- | ----- | ----------------------- | ------------------------- | ------- | ------ |
| 1.    | 4     | 4     | Шивон-Мари О'Конор      | Уједињено Краљевство      | 2:07.57 | КВ, НР |
| 2.    | 3     | 5     | Маја Дирадо             | Сједињене Америчке Државе | 2:08.91 | КВ     |
| 3.    | 3     | 3     | Алиша Кутс              | Аустралија                | 2:10.35 | КВ     |
| 4.    | 5     | 6     | Сидни Пикрем            | Канада                    | 2:10.57 | КВ     |
| 5.    | 5     | 8     | Викторија Андрејева     | Русија                    | 2:10.87 | КВ     |
| 6.    | 2     | 2     | Ким Сеојеонг            | Јужна Кореја              | 2:12.15 |        |
| 6.    | 3     | 7     | Хана Мајли              | Уједињено Краљевство      | 2:12.15 |        |
| 8.    | 4     | 1     | Ерика Селтенрајх Хоџсон | Канада                    | 2:12.25 |        |

Друго полуфинале
| Плас. | Група | Стаза | Пливачица               | Држава                    | Време   | Нап. |
| ----- | ----- | ----- | ----------------------- | ------------------------- | ------- | ---- |
| 1.    | 5     | 4     | Катинка Хосу            | Мађарска                  | 2:08.13 | КВ   |
| 2.    | 3     | 6     | Је Шивен                | Кина                      | 2:09.33 | КВ   |
| 3.    | 4     | 5     | Мелани Маргалис         | Сједињене Америчке Државе | 2:10.10 | КВ   |
| 4.    | 4     | 3     | Михо Терамура           | Јапан                     | 2:11.03 |      |
| 5.    | 5     | 2     | Жужана Јакабош          | Мађарска                  | 2:12.05 |      |
| 6.    | 5     | 1     | Александра Венк         | Немачка                   | 2:12.13 |      |
| 7.    | 2     | 7     | Руна Имај               | Јапан                     | 2:12.53 |      |
| 8.    | 4     | 8     | Миреја Белмонте Гарсија | Шпанија                   | 2:13.33 |      |

## Финале
| Плас. | Стаза | Пливачица           | Држава                    | Време   | Нап. |
| ----- | ----- | ------------------- | ------------------------- | ------- | ---- |
|       | 5     | Катинка Хосу        | Мађарска                  | 2:06.58 | ОР   |
|       | 4     | Шивон-Мари О'Конор  | Уједињено Краљевство      | 2:06.88 | НР   |
|       | 3     | Маја Дирадо         | Сједињене Америчке Државе | 2:08.79 |      |
| 4.    | 2     | Мелани Маргалис     | Сједињене Америчке Државе | 2:09.21 |      |
| 5.    | 7     | Алиша Кутс          | Аустралија                | 2:10.88 |      |
| 6.    | 1     | Сидни Пикрем        | Канада                    | 2:11.22 |      |
| 7.    | 8     | Викторија Андрејева | Русија                    | 2:12.28 |      |
| 8.    | 6     | Је Шивен            | Кина                      | 2:13.56 |      |